# Încărcător electric

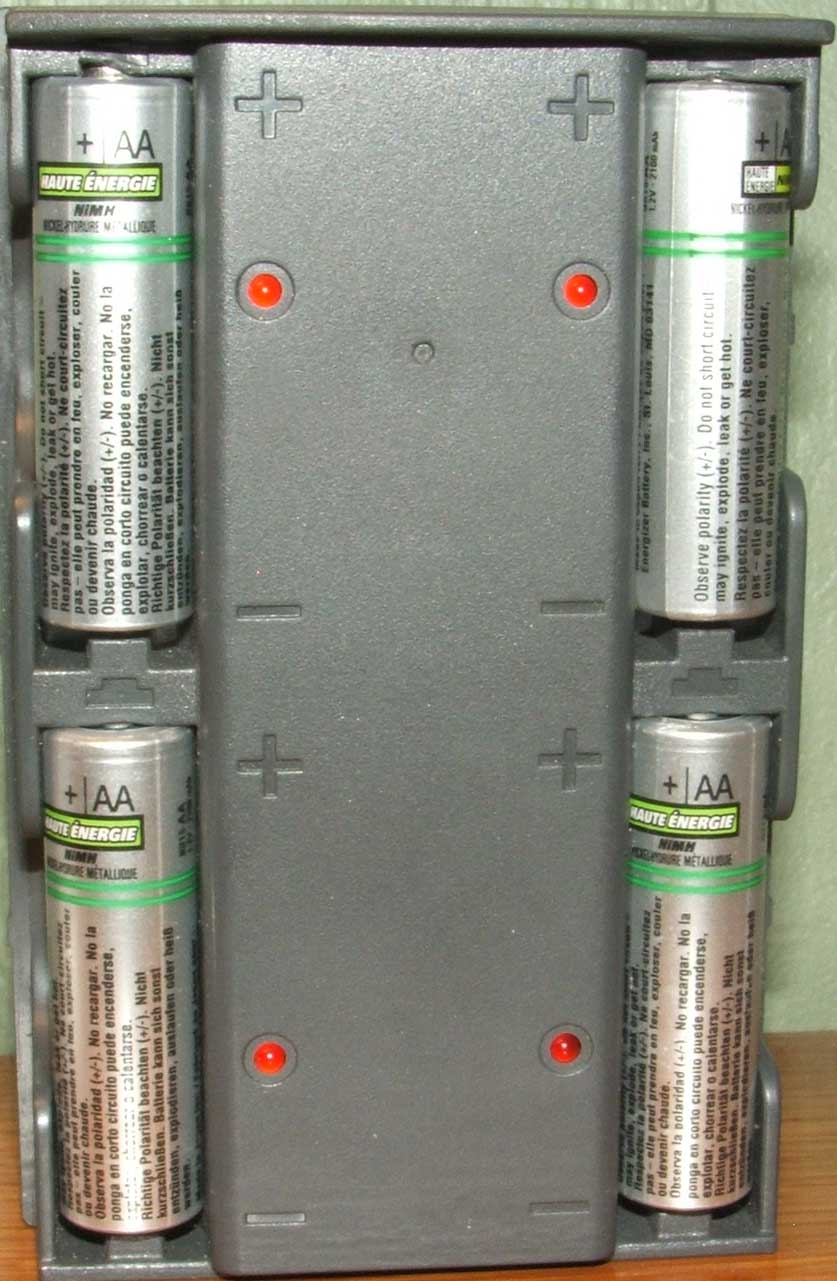
Un încărcător electric pentru baterii.

Un încărcător electric este un dispozitiv pentru încărcarea acumulatoarelor electrice. Curentul de încărcare depinde de natura și capacitatea (Ah) acumulatorului de încărcat.